# Sébastien Chavanel
Sébastien Chavanel (Châtellerault, 21 de março de 1981) é um ciclista profissional francês, que atualmente compete para a equipe francesa de categoria UCI ProTeam, FDJ.
Chavanel terminou em último lugar no Tour de France 2015.